# Муньос, Айен
Айен Муньо́с Капелья́н (исп. Aihen Muñoz Capellán; род. 16 августа 1997, Эчаури) — испанский футболист, защитник клуба «Реал Сосьедад».

## Клубная карьера
Муньос — воспитанник клуба «Реал Сосьедад». В 2017 году он начал выступать за дублирующую команду. 6 января 2019 года в матче против мадридского «Реала» он дебютировал в Ла Лиге. 23 апреля Айен подписал с клубом новый контракт до 2022 года. 1 декабря 2021 года в матче Кубка Испании против «Панадерия Пулидо» Муньос забил дебютный гол за «Реал Сосьедад».

## Достижения
«Реал Сосьедад»
- Обладатель Кубка Испании: 2019/20